# 羽島パーキングエリア
羽島パーキングエリア（はしまパーキングエリア）は、岐阜県羽島市の名神高速道路（下り線西宮IC方面のみ）にあるパーキングエリア。パーキングエリアの隣を東海道新幹線が走っている。1980年(昭和55年)12月25日 に開設された。
羽島バスストップを併設（現在休止中）。上り線はバス停留所（現在は休止、簡易トイレ併設の管理用施設に転用され、緊急時は簡易パーキングエリアとして利用可能）のみが設置されている。

## 道路
- E1 名神高速道路

## 施設
湖東三山パーキングエリアとともに、名神高速道路では数少ない売店のないトイレのみのパーキングエリアである。

### 下り線（大阪方面）
- 駐車場
  - 大型 17台
  - 小型 25台
- トイレ
  - 男性 大2（和式1・洋式1）・小5
  - 女性 5（和式1・洋式4）
  - 車椅子用 1
- 自動販売機

## 羽島バスストップ
羽島バスストップ（はしまバスストップ）は、岐阜県羽島市の名神高速道路上にある高速バス用バス停留所。名神羽島（めいしんはしま）とも言う。
上り線は単独で設置、下り線は羽島パーキングエリアに併設されている。
2008年現在ではこのバス停に停車する高速バスは存在せず、上り線は簡易トイレ（男女兼用）を併設した中日本高速道路（NEXCO中日本）の管理用施設に転用されており、緊急時は簡易パーキングエリアとして利用できるようになっている。
最寄り駅は名鉄竹鼻線の江吉良駅。2001年9月30日までは近くに同じ竹鼻線の長間駅が存在した。

## 歴史
- 2002年6月1日 : 名神ハイウェイバスの急行便の廃止に伴い、バスストップを休止。

## 隣
E1 名神高速道路
(25-1)一宮JCT - 尾西BS - 羽島PA/BS（PAは下り線のみ） - (25-2) 岐阜羽島IC